# آلدول

ساختار کلی یک آلدول: وقتی R3 -H باشد، حاصل یک بتا-هیدروکسی آلدهید است، در غیر این صورت یک بتا-هیدروکسی کتون است.

آلدول(به انگلیسی: Aldol) یا ترکیب آلدول یک هیدروکسی کتون یا آلدهید و محصول  واکنش آلدول (در نقطه مقابل تراکم آلدولی، که یک جز آلفا، بتا- کربونیل غیر اشباع ایجاد می کند.) است. هنگامی که به تنهایی استفاده می شود، اصطلاح "آلدول" ممکن است به آلدول خاص، ۳-هیدروکسی‌بوتانال گفته شود.